# Spółgłoska szczelinowa krtaniowa bezdźwięczna
Spółgłoska szczelinowa krtaniowa bezdźwięczna – rodzaj dźwięku spółgłoskowego występujący w językach naturalnych. W międzynarodowej transkrypcji fonetycznej IPA oznaczana jest symbolem: [h].

## Artykulacja
W czasie artykulacji podstawowego wariantu [h]:
- modulowany jest prąd powietrza wydychanego z płuc, czyli jest to spółgłoska płucna egresywna
- tylna część podniebienia miękkiego zamyka dostęp do jamy nosowej, powietrze uchodzi przez jamę ustną (spółgłoska ustna)
- prąd powietrza w jamie ustnej przepływa ponad całym językiem lub przynajmniej uchodzi wzdłuż środkowej linii języka (spółgłoska środkowa)
- jest to spółgłoska krtaniowa – masy powietrza wydychanego z płuc przechodzą między więzadłami głosowymi, ale właściwie nie jest to spółgłoska szczelinowa.
- wiązadła głosowe nie drgają, spółgłoska ta jest bezdźwięczna.

Spółgłoskę tę artykułuje się swobodnie wydychając powietrze, bez jakiegokolwiek napięcia mięśni gardła ani czynnego udziału języka.

## Przykłady
- w języku angielskim: hat [hæt] „kapelusz”
- w języku fińskim: huone ['huo̯ne] „pokój”
- w języku japońskim: 花 [hana] „kwiat”
- w języku niemieckim: Hand [hant] „ręka"
- w języku tajskim: ห้า [haː˥˩] „pięć”